# Ærøskøbing
Ærøskøbing anhörenⓘ (deutsch auch: Ärösköbing, Ärösköping) ist der historische Hauptort auf der Ostseeinsel Ærø in Dänemark und bildete bis 1. Januar 2006 eine Kommune des Verwaltungsbezirks Fyns Amt. Seit dem 1. Januar 2006, also bereits ein Jahr vor der dänischen Kommunalreform zum 1. Januar 2007, ist die Ærøskøbing Kommune mit der Marstal Kommune zusammengeschlossen zur Ærø Kommune. Diese hat 5881 Einwohner (Stand 1. Januar 2025) und ist 90,45 km² groß.
Die Kirchspielgemeinde Ærøskøbing Sogn hat 994 Einwohner, die Stadt selbst bewohnen 932 Menschen (Stand 1. Januar 2025). Ærøskøbing verfügt über einen Stadt- und Fährhafen sowie – nördlich von diesem gelegen – über einen Yachthafen.
Ærøskøbing gilt als die malerischste Stadt der Insel – häufiger Beiname: Märchenstadt – und darüber hinaus als eine der schönsten Kleinstädte Dänemarks. Es befindet sich in der Mitte der Nordostküste Ærøs und ist ca. 750 Jahre alt. Die Stadt steht unter Denkmalschutz und erhielt 2002 den Europa-Nostra-Preis.

## Geschichte
Die Straßenanlage von Ærøskøbing wird auf das Jahr 1250 datiert. Es ist jedoch unbekannt, wann die Stadt als solche entstand. Namentlich wird sie erst im 15. Jahrhundert erwähnt, doch ist in früheren Zeiten von einer Stadt Wysbye die Rede. Diese kann zwar nicht mit Bestimmtheit als Ærøskøbing identifiziert werden, doch hat man bislang keinen anderen Platz als Ærøskøbing gefunden, an dem diese Stadt gelegen haben kann.

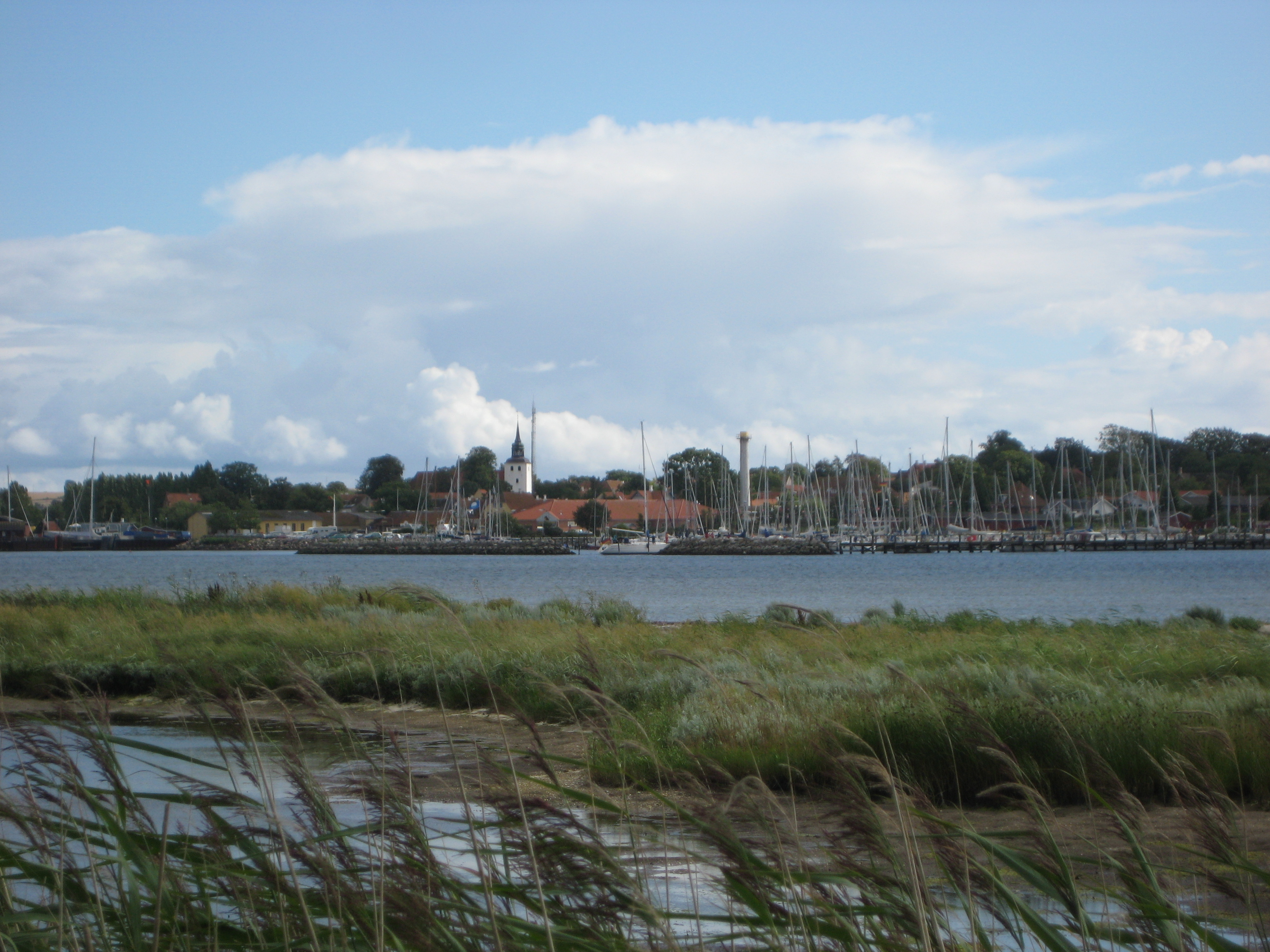
Ærøskøbing von der Seeseite aus

Zwar war Ærøskøbing als einzige Stadt unbestritten das Zentrum der relativ wohlhabenden Insel, doch ging ihre Bedeutung nie weit über das Umland hinaus. Nachdem sie bei den Landesteilungen im Herzogtum Schleswig seit 1490 immer königlich geblieben war, kam sie 1564 unter die Herrschaft des abgeteilten Herzogs Johann des Jüngeren. Unter diesem behielt sie ihren Status, doch wurde die übrige Insel in drei große Güterdistrikte zusammengefasst. Bei der Teilung des Sonderburger Herzogtums unter Johanns Söhnen 1622 wurde die Stadt Zentrum eines Herzogtums Schleswig-Holstein-Sonderburg-Ærø. Herzog Christian gründete unweit der Stadt ein viertes Gut (Vodrup) und richtete in der Stadt mit Köbinghof ein weiteres Herrenhaus ein. Nach dem Tod des Herzogs 1633 wurde die Insel zwischen den übrigen Sonderburger Linien geteilt, und Ærøskøbing fiel an das Haus Glücksburg (ältere Linie). 1749 wurde es jedoch an den König verkauft.
Nach Überwindung der Teilung der Insel wurde die Verwaltung im Jahre 1773 neu geordnet. Zwar blieb Ærøskøbing Stadt, doch verlor es seinen Magistrat und sank de facto zum Flecken herab. Der für die Bedürfnisse der Zeit besser gelegene Seehandelsplatz Marstal hatte die Stadt an wirtschaftlicher Bedeutung und Einwohnerzahl längst weit überflügelt. Ærøskøbing war die kleinste Stadt im Herzogtum Schleswig.
Der Bürgerkrieg um das Herzogtum Schleswig (1848–50) ließ Ærøskøbing relativ unberührt. Ærø und Alsen wurden von loyalen dänischen Truppen gehalten, und Kampfhandlungen fanden hier nicht statt. Auch 1864 zog der Krieg an der Insel vorüber. Doch dessen Ergebnis hatte Folgen für Stadt und Insel: Nach dem Wiener Frieden vom 30. Oktober 1864 wurde Ærø im Zuge der Grenzregulierung Teil des Königreichs Dänemark. Hatte die Insel vorher zum schleswigschen Nordborg Amt gehört, wurde sie jetzt dem Svendborg Amt zugeschlagen. Der engeren administrativen Verbindung mit den Nachbarinseln stand jedoch der Verlust des traditionellen Handelsgebiets im Westen gegenüber.
Ærøskøbing blieb eine Kleinstadt von nur lokaler wirtschaftlicher Bedeutung, und daran hat sich im Prinzip bis heute nichts geändert. Das geringe Wachstum hatte jedoch den Vorteil, dass das historisch gewachsene Kleinstadtbild fast vollständig erhalten geblieben ist. Die malerische Hafenstadt wurde zu einem Touristenmagneten. Der Tourismus ist heute auch die Haupteinnahmequelle der Stadt, deren Einwohnerzahl kontinuierlich sinkt. Von der in Dänemark ohnehin stark ausgeprägten Landflucht sind Inseln wie Ærø besonders stark betroffen.
Bis 1970 bildete Ærø eine eigene Harde im Svendborg Amt. Bei der Kommunalreform zum 1. April 1970 wurde die Kirchspielsgemeinde (dän.: Sogn) Ærøskøbing Sogn mit den Kirchspielsgemeinden Søby, Bregninge, Rise und Tranderup zur Ærøskøbing Kommune im Fyns Amt zusammengelegt. Zum 1. Januar 2006 wurde diese mit der Marstal Kommune zur Ærø Kommune vereinigt, die ein Jahr später mit der nächsten dänischen Verwaltungsreform zur neu geschaffenen Region Syddanmark gehörte.

## Verkehr
Der Ort ist mit einer Fährverbindung mit Svendborg verbunden, die von der Ærø Kommune betrieben wird. Zwischen 1931 und 1995 wurden mit der Eisenbahnfähre zusätzlich Güterwagen auf die Insel gebracht.

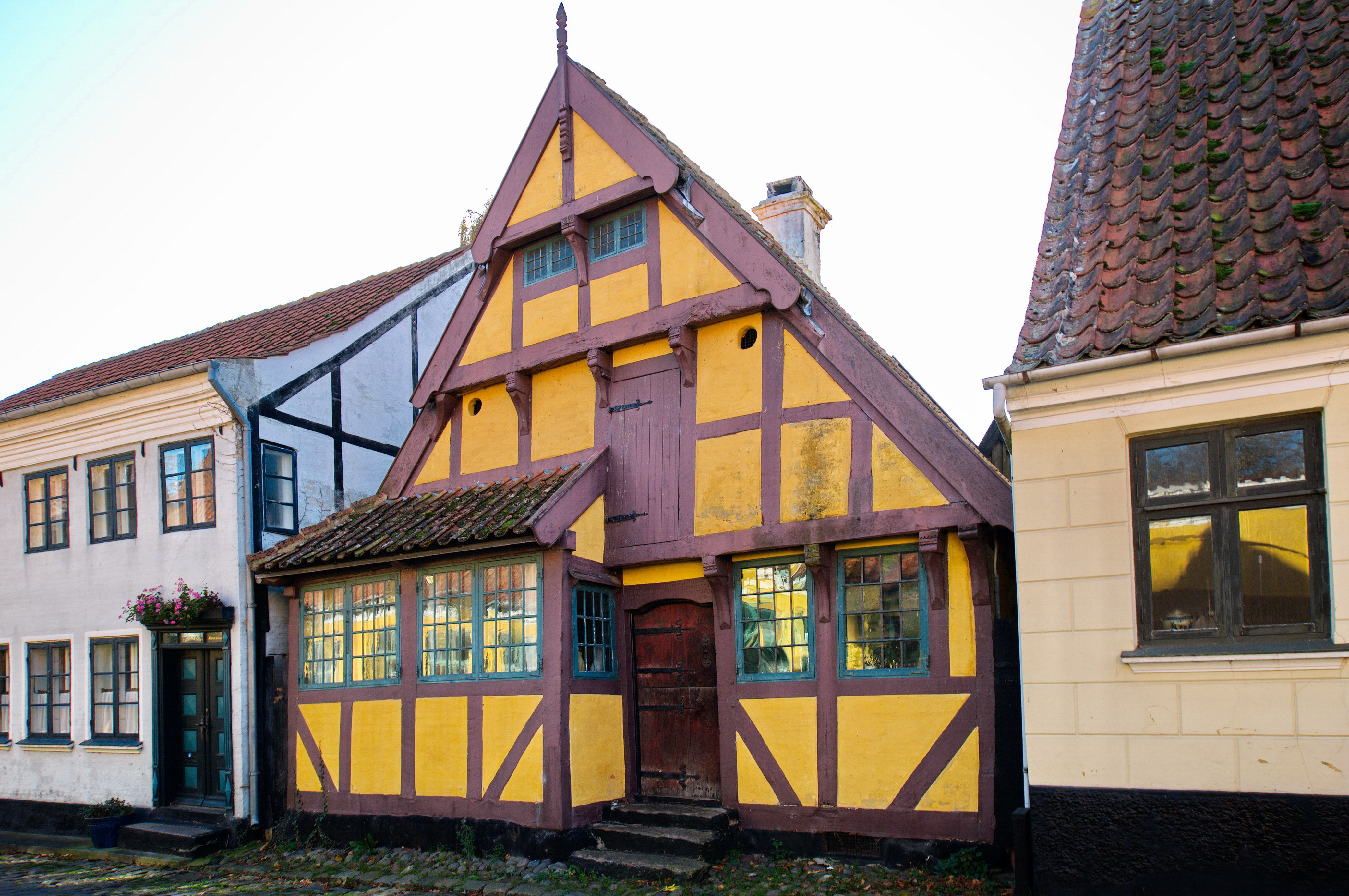
Altes Fachwerkhaus in Ærøskøbing

## Sehenswürdigkeiten
- Die malerische Altstadt mit zahlreichen einfachen Fachwerk- und Ziegelbauten (meist ein- und zweistöckige Traufhäuser)
- Stadtkirche
- Strandhütten
- Sieben Kilometer südöstlich von Ærøskøbing liegt ein Dolmen und ein restauriertes Ganggrab mit zwei Kammern (Lindsbjerg Bakke).

## Panoramen
|  |  |

## Persönlichkeiten
- Anders Arrebo (1587–1637), Geistlicher und Schriftsteller
- A. H. Riise (1810–1882), Apotheker und Fabrikant
- Carl Rasmussen (1841–1893), Maler
- Søren Kristiansen (* 1962), Jazzmusiker